# El show de Cejas Pobladas
Ricardo Quevedo: El show de Cejas Pobladas es una película colombiana de 2017 dirigida por Fernando Ayllón y protagonizada por Ricardo Quevedo. Estrenada el 7 de septiembre de 2017, la película relata la vida de Quevedo desde su propia infancia y la forma en que se convirtió en humorista y actor. Cuenta además con la participación de Iván Marín, Aída Morales, Freddy Beltrán, Nelson Polanía y Lina Cardona.

## Reparto
- Ricardo Quevedo
- Johan Sebastián Hurtado
- Iván Marín
- Aída Morales
- Freddy Beltrán
- Nelson Polanía
- Lina Cardona